# Repa Corona
Repa Corona est une corona, formation géologique en forme de couronne, située sur la planète Vénus par -13° S et 218,8° E. Elle est localisée dans le quadrangle de Taussig. Elle a été nommée en référence à Repa, déesse égyptienne de la fertilité et de l'au-delà. 

## Géographie et géologie
Repa Corona couvre une surface circulaire d'environ 240 km de diamètre. 